# Unstoppable (Rascal Flatts)
Unstoppable è il sesto album in studio del gruppo country statunitense Rascal Flatts, pubblicato nel 2009.

## Tracce
1. Love Who You Love – 3:36
2. Here Comes Goodbye – 4:02
3. Close – 3:48
4. Forever – 4:16
5. She'd Be California – 4:18
6. Unstoppable – 3:48
7. Things That Matter – 4:41
8. Summer Nights – 4:03
9. Holdin' On – 4:25
10. Once – 3:50
11. Why – 4:58

## Formazione
- Gary LeVox - voce
- Jay DeMarcus - basso, cori, piano
- Joe Don Rooney - chitarra, cori